# Sally Bauer

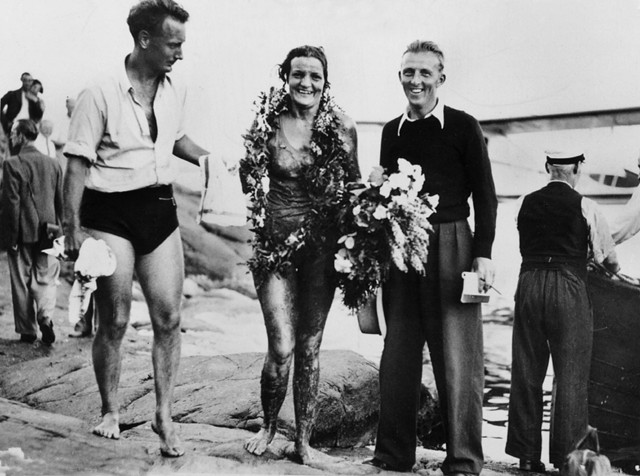
Sally Bauer und zwei Journalisten nach einem Langzeitschwimmen.

Sally Viola Bauer (* 29. Juli 1908 in Halmstad; † 15. Juni 2001 in Lund) war eine schwedische Langdistanzschwimmerin. Sie war die erste skandinavische Person, die den Ärmelkanal durchschwamm.

## Leben
Bauer verbrachte ihre Jugend in Helsingborg und besuchte dort das Gymnasium. Nach ihrer Ausbildung war sie als Sekretärin sowie als Schwimmlehrerin tätig. Sie hatte zeitweilig den Posten des Landestrainers bei schwedischen Schwimmverband inne. Bauer zog 1945 nach Malmö und sie verbrachte die Jahre ab 1987 in Lund.
Ihre sportliche Karriere begann sie mit 16 Jahren im Schwimmverein von Helsingborg. 1931 gelang ihr die Querung des Öresund von Helsingborg nach Helsingør. Im Jahr 1938 nahm sie die Herausforderung einer dänischen Firma an, die einen Betrag von 5000 DKK ausgesetzt hatte für die Eliminierung des dänischen Rekordes im Durchschwimmen des Kattegatt von der Nordwestspitze Seelands (Sjællands Odde) nach Grenaa auf Jütland. Nach einem missglückten ersten Versuch benötigte sie für die Strecke im zweiten Versuch 17 Stunden und 5 Minuten, womit sie den bisherigen Rekord um 12 Stunden unterbot.
Inspiriert durch die Leistung der Amerikanerin Gertrude Ederle begab sie sich 1939 auf den Weg zum Ärmelkanal. Die Reise wurde von verschiedenen schwedischen Zeitungen, Freizeitparks und Großhändlern gesponsert. Bauer begann die Durchquerung am 14. August von Cap Gris-Nez bei Calais in Frankreich. Trotz erheblicher Schwierigkeiten mit den durch Ebbe und Flut verursachten Strömungen kam sie nach 15 Stunden und 22 Minuten in England an, womit sie den bestehenden Rekord nur um eine anderthalbe Stunde verfehlte. Nach dem Zweiten Weltkrieg gelang ihr 1951 die Durchschwimmung in die andere Richtung in 14 Stunden und 40 Minuten, was bis 2010 schwedischer Rekord blieb.
Nach Sally Bauer ist ein Zug der Regionalbahn Schonens (Pågatåg) sowie eine Schule in Helsingborg benannt. Die Schriftstellerin Sara Stridsberg veröffentlichte 2004 den Roman Happy Sally, der frei Aspekte aus Sally Bauers Leben behandelt.

## Referenzen
- Helena Tolvhed: Sally Viola Bauer. In: Maria Sjöberg & Lisbeth Larsson (Hrsg.): Svenskt kvinnobiografiskt lexikon. Online-Lexikon, 2018 (schwedisch, Sally Bauer).

| Personendaten    | Personendaten                           |
| ---------------- | --------------------------------------- |
| NAME             | Bauer, Sally                            |
| ALTERNATIVNAMEN  | Bauer, Sally Viola (vollständiger Name) |
| KURZBESCHREIBUNG | schwedische Langdistanzschwimmerin      |
| GEBURTSDATUM     | 29. Juli 1908                           |
| GEBURTSORT       | Halmstad                                |
| STERBEDATUM      | 15. Juni 2001                           |
| STERBEORT        | Lund                                    |